# REXX
REXX (ang. REstructured eXtended eXecutor) – proceduralny interpretowany język programowania zaprojektowany przez Mike’a Cowlishawa. Jego składnia jest zbliżona do języka angielskiego. Po raz pierwszy pojawił się na platformie VM/SP Relase 3 w 1983 roku.
Dużą zaletą tego języka jest możliwość zastosowania go jako języka programowania wsadowego w różnych systemach operacyjnych oraz języka skryptowego dla różnych środowisk i aplikacji. REXX charakteryzuje się dużym zestawem wbudowanych funkcji o naturalnych nazwach i argumentach, posiada tablice dynamiczne, nie trzeba deklarować zmiennych i określać ich typów. Na podstawie REXX-a powstały dwa języki obiektowe NetRexx i ObjectRexx dla tych trzech języków (REXX, NetRexx, ObjectRexx) obowiązuje zasada "write once, run anywhere". Przy pomocy wizualnych środowisk zdarzeniowego programowania w REXX-ie (np.VisPro/Rexx, GpfRexx, VX Rexx) można w bardzo prosty sposób tworzyć aplikacje z interfejsem graficznym GUI. ARexx, implementacja języka Rexx dla AmigaOS i MorphOS, jest integralnym elementem tych systemów. Bardzo duża część oprogramowania dla AmigaOS/MorphOS jest wyposażona w porty ARexxa. Ta cecha znacznie rozszerza możliwość programów i umożliwia komunikowanie się ich między sobą. 
Zaimplementowany jest na wszystkich znaczących platformach firmy IBM:
- z/VM
- VSE/ESA
- OS/390, z/OS
- AIX
- OS/2
- AS/400

Można go używać także na platformach niezwiązanych z IBM jak:
- Amiga
- MorphOS
- AROS
- HP OpenVMS
- HP NonStop Kernel (dawniej Tandem)
- wiele odmian UNIX-a (w tym FreeBSD, Linux, Solaris)
- Mac OS
- Microsoft Windows
- Palm OS

## Składnia
Instrukcja warunkowa IF
```
IF [warunek] THEN
     [instrukcja]
   ELSE
     [instrukcja]

```

Przykład wykorzystania instrukcji warunkowej:
```
/* If varM jest większe od 10,
   then say "It's true". W przeciwnym przypadku, say "It's not true". */
varM = 5 + 2
IF varM > 10 THEN 
   SAY "It's true."
 ELSE  
   SAY "It's not true."
```

Operatory porównania
| =         | równe                           |
| <         | mniejsze                        |
| >         | większe                         |
| <=        | mniejsze lub równe              |
| >=        | większe lub równe               |
| <>        | większe lub mniejsze (nierówne) |
| \= lub ^= | nierówne                        |
| \<        | niemniejsze                     |
| \>        | niewiększe                      |

SELECT jest używany w przypadku kiedy ma się wykonać jedna z kilku możliwych instrukcji warunkowych (pozostałe zostają pominięte).
```
/* Sprawdź varM dla różnych wyrażeń ale wykonaj tylko jedną instrukcję dla wyrażenia */
SAY "Enter a number"
PULL varM
SELECT
   WHEN varM = 10 THEN SAY "It's equal to 10."
   WHEN varM < 10 THEN SAY "It's less than 10."
   WHEN varM < 20 THEN SAY "It's less than 20."
END

```

Pętla 
Aby zaimplementować pętle w języku Rexx należy użyć wyrazów DO oraz END. DO wskazuje na początek pętli i jest umieszczane przed pierwszą instrukcją w pętli, natomiast END kończy pętlę i jest umieszczane po ostatniej instrukcji w pętli.
Standardowa pętla
```
 DO UNTIL [warunek]
     [instrukcje]
   END

   DO WHILE [warunek]
     [instrukcje]
   END

```

Inne przykłady wykorzystania pętli:
```
/* Powtórzy "Hello" 10 razy */
DO 10
   SAY "Hello"
END

```

Wykorzystanie słowa FOREVER spowoduje wykonanie się pętli nieskończenie wiele razy. Taką pętle można przerwać przy pomocy instrukcji opuszczenia LEAVE
```
/* Słowo "Hello" będzie powtarzane nieskończenie */
DO FOREVER
   SAY "Hello"
END
----
DO FOREVER
    [instrukcja]
    IF [warunek] THEN LEAVE 
  END

```

## Przykładowy program
Należy pamiętać, że każdy program w REXX'ie rozpoczyna się od komentarza. Jako rozszerzenie pliku przyjmuje się ".rexx" lub ".rex".
```
/* REXX Calculator */
/* program główny */                                            
say "Please enter two numbers"                                 
parse pull a b . /* wczytanie zmiennych a i b z klawiatury */
if b <>"" then                                                 
  if \(datatype(a,number) & datatype(b,number)) then           
    say "a or b isn't a number"                              
  else                                                         
  call Sub1 a b /* wywołanie procedury Sub1 */
else                                                           
  say "b is empty"                                             
Exit                                                           
/* procedura */                                                
Sub1:                                                          
  say "At" TIME() "on" DATE() "user" USERID() "entered" a "and" b
  say a "+" b "=" a + b
  say a "-" b "=" a - b
  say a "*" b "=" a * b
  say a "/" b "=" a / b
  say "divided by" b "is" a%b "with remainder of" a//b
return

```